# Дзеркала Френеля

S — джерело світла, S_{1}, S_{2} — віртуальні джерела світла, Z_{1}, Z_{2} — дзеркала, B — заслонка, E — екран, D — поле інтерференції

Дзеркала Френеля або Бідзеркала Френеля — оптичний прилад, запропонований в 1816 році Огюстеном Жаном Френелем для спостереження явища інтерференції когерентних світлових хвиль.
Прилад складається з двох плоских дзеркал Z1 та Z2, розміщених під кутом одне до одного. Цей кут відрізняється від 180° всього на декілька кутових хвилин. При освітленні дзеркал від джерела S, відображені від дзеркал промені, можна розглядати як два когерентні джерела світла S1 та S2, які є віртуальними зображеннями S. В просторі, де промені перекриваються, виникає інтерференція. Якщо джерело S лінійне (щілина) та паралельне до ребра «пересікання» цих дзеркал, то при їхньому освітленні монохроматичним світлом, виникає інтерференційна картина у вигляді паралельних до щілини еквідистантних світлих та темних смуг. Цю картину можна спостерігати на екрані E, який може бути встановленим на будь-якій відстані в області перекриття світлових променів. За шириною інтерференційної смуги D можна визначити довжину хвилі світла. Досліди, проведені із дзеркалами Френеля стали одним із підтверджень хвильової природи світла.

## Геометрична схема
Геометрична схема дзеркал Френеля відповідно до О. М. Захар'євського стала стандартом де-факто для розгляду явища інтерференції. В рамках даної схеми видно (див. мал.14 у ), що інтерференція є типовим двомірним 2D-явищем. Наприклад, для його розгляду достатньо розглядати площину ({\displaystyle x,y}), де вздовж осі {\displaystyle x} розглядається інтерференційна база, а вздовж осі {\displaystyle y} — цуг інтерференційних смуг. На розміри системи вздовж осі {\displaystyle z} накладається тільки одна умова для дзеркал, висота яких повинна бути більшою в два рази за довжину хвилі {\displaystyle \lambda } світла, а також максимальна висота обумовлена зверху комфортністю спостереження інтерференційних смуг.

### Кут нахилу дзеркал Френеля
На практиці більш доцільно розглядати не великий кут між дзеркалами (близький до {\displaystyle \pi }), а значно менший (комплементарний до нього). Цей кут може бути визначений через «внутрішні параметри» інтерференційної системи Френеля:
{\displaystyle \theta \approx {\frac {a}{2r}}},
де {\displaystyle a} — відстань між двома віртуальними джерелами світла, а {\displaystyle r} — відстань між джерелом світла та ребром «пересікання» дзеркал Френеля.
З іншого боку цей кут між дзеркалами можна виразити через «зовнішні параметри» інтерференційної схеми:
{\displaystyle \theta \approx {\frac {l}{2s}}},
де {\displaystyle l} — максимальна ширина області («інтерференційного поля»), де спостерігається інтерференція, а {\displaystyle s} — відстань між «інтерференційним полем» (екраном E) та ребром «пересікання» дзеркал Френеля.

### Різниця ходу двох променів
В загальному випадку фаза світлової хвилі може бути записана у вигляді:
{\displaystyle \phi (x,y)={\frac {2\pi }{\lambda }}\cdot \delta (y)}
де {\displaystyle \delta (y)=y_{2}-y_{1}} — різниця ходу двох променів світла. При повному ослабленні освітленості виконується умова протилежності фаз двох променів:
{\displaystyle \phi =(2N+1)\pi }.
Тоді різниця ходу буде рівна непарному числу напівхвиль для темних смуг:
{\displaystyle \delta _{B}=(2N+1){\frac {\lambda }{2}}}.
Для світлих смуг маємо різницю ходу:
{\displaystyle \delta _{W}=N\lambda }.
Враховуючи той факт, що відстань між двома джерелами світла (реальними, чи віртуальними) значно менша від інтерференційної бази {\displaystyle a\ll r+s}, тоді для схеми Френеля маємо різницю ходу у вигляді:
{\displaystyle \delta ={\frac {ay}{r+s}}}
де {\displaystyle y} — довільна точка на інтерференційному полі (екрані) при якій ще відбувається інтерференція.

### Ширина інтерференційної смуги
Інтервал між двома сусідніми світлими або темними смугами на інтерференційному полі (екрані) називається шириною смуги. Якщо {\displaystyle N}- а світла смуга знаходиться на відстані {\displaystyle y_{1}} від центру поля, то для неї різниця ходу буде:
{\displaystyle \delta _{1}=N\lambda ={\frac {ay_{1}}{r+s}}}
Для сусідньої світлої {\displaystyle N+1}-ї смуги, яка знаходиться на відстані {\displaystyle y_{2}}, маємо
{\displaystyle \delta _{2}=(N+1)\lambda ={\frac {ay_{2}}{r+s}}}.
Тоді різниця між двома координатами {\displaystyle y_{1}} та {\displaystyle y_{2}} і буде шириною смуги:
{\displaystyle \sigma =y_{2}-y_{1}={\frac {\lambda (r+s)}{a}}=K_{I}\cdot \lambda },
де {\displaystyle K_{I}={\frac {r+s}{a}}\gg 1} — коефіцієнт підсилення інтерференційної схеми Френеля.

### Порядок інтерференції
Порядок інтерференції — це загальна кількість інтерференційних смуг, які можна в принципі спостерігати на екрані, що розташований на відстані {\displaystyle s} від ребра дотику дзеркал Френеля:
{\displaystyle n_{ext}={\frac {l}{\sigma }}},
де {\displaystyle l} — максимальна ширина сукупності інтерференційних смуг на екрані. 

Кут нахилу дзеркал Френеля задається числом хвиль світла, що вкладаються на відстані між двома віртуальними дзеркалами:
{\displaystyle a=2r\theta =n_{int}\cdot \lambda }
{\displaystyle \theta =n_{int}\cdot {\frac {\lambda }{2r}}},
де {\displaystyle n_{int}=10^{4}} вибирається достатньо великим числом. Таким чином, порядок інтерференції буде:
{\displaystyle n_{ext}={\frac {l}{\sigma }}={\frac {s}{r\sigma }}n_{int}\lambda ={\frac {sa}{2(r+s)}}={\frac {s}{r}}\cdot {\frac {n_{int}}{K_{I}}}},
де враховано, що ширина смуги {\displaystyle \sigma -(r+s)/n_{int}}. Для типових значень {\displaystyle s/r=10}, {\displaystyle K_{I}=10^{3}} та {\displaystyle n_{int}=10^{4}} будемо мати оцінку:
{\displaystyle n_{ext}={\frac {s}{r}}{\frac {n_{int}}{K_{I}}}=100}.
Таким чином, ми маємо значно меншу кількість інтерференційних смуг на екрані (в 100 разів меншу) по відношенню до кількості хвиль між джерелами світла, проте ці смуги мають більшу ширину за довжину хвиль світла
{\displaystyle {\frac {\sigma }{\lambda }}=K_{I}}.
Очевидно, що для інтерференційної схеми Френеля при відсутності діафрагм буде мати наступне співвідношення між «внутрішніми» (мікроскопічними) та «зовнішніми» (макроскопічними) параметрами:
{\displaystyle {\frac {n_{ext}\sigma }{n_{int}\lambda }}={\frac {s}{r}}\geq 1}.
Слід відзначити, що порядок інтерференції {\displaystyle n_{ext}} досить важко виміряти експериментально при {\displaystyle n_{ext}>100}. Більше того, внутрішнє число {\displaystyle n_{int}} практично ніколи не вимірюється. Проте величини {\displaystyle \sigma }, {\displaystyle s} та {\displaystyle r} вимірюються досить легко на практиці.

## Дзеркала Френеля, як інструмент вимірювання зовнішніх збурень
Дзеркала Френеля можуть бути використані для вимірювання різноманітних збурень, які можуть впливати на довжини променів ({\displaystyle r,s}) або на кут між дзеркалами ({\displaystyle \theta }) і т.і.

### Вплив протифазної зміни довжини променів
В загальному випадку база інтерферометра на дзеркалах Френеля є величина:
{\displaystyle L=r+s}.
Досить цікавим є випадок потифазної зміни довжин променів, коли
{\displaystyle r_{t}=r-\Delta r}
{\displaystyle s_{t}=s+\Delta r},
де {\displaystyle \Delta r} — довільна зміна відстані, що не знищує інтерференційної картини. Тоді збурене значення інтерференційної бази залишається незмінним:
{\displaystyle L_{t}=r_{t}+s_{t}=L=r+s=L=const.}.
Проте в цьому випадку кут нахилу дзеркал Френеля змінюється:
{\displaystyle \theta _{t}=n_{int}{\frac {\lambda }{2r_{t}}}\neq \theta =n_{int}{\frac {\lambda }{2r}}}.
Але це не приводить до зміни відстані між віртуальними джерелами світла:
{\displaystyle a_{t}=2r_{t}\theta _{t}=\lambda n_{int}=const.}
В свою чергу не змінюється і ширина інтерференційної смуги:
{\displaystyle \sigma _{t}=(r_{t}+s_{t}){\frac {\lambda }{a_{t}}}=\sigma =(r+s){\frac {\lambda }{a}}=const.}
Таким чином, результатом такої протифазної зміни довжин променів буде тривіальний зсув інтерференційної смуги на величину {\displaystyle \Delta r}.
На практиці ми можемо спостерігати відносний зсув інтерференційних смуг:
{\displaystyle \xi _{t}={\frac {\Delta r}{\sigma }}={\frac {n_{t}}{K_{I}}}}
для {\displaystyle \Delta r=n_{t}\lambda }. Із умови {\displaystyle \xi _{t}=1} можна знайти кількість хвиль, що вкладається на збуренні:
{\displaystyle n_{t}=K_{I}}.
Іншими словами, зміщення на одну ширину інтерференційної смуги вимагає досить велике збурення для світлових променів:
{\displaystyle \Delta r=\sigma =K_{I}\lambda \gg \lambda }
для {\displaystyle K_{I}\gg 1}. При малих збуреннях {\displaystyle \Delta r\approx \lambda } зсув інтерференційних смуг буде майже не помітним.